# 米斯里
米斯里（法語：Misery，法語發音：[mizʁi]）是法国上法蘭西大區索姆省的一个旧市镇，属于佩罗讷区。2019年，米斯里与市镇马尔谢勒波合并为新市镇马尔谢勒波-米斯里。

## 地理
米斯里（49°50'56"N, 2°53'11"E）面积3.28 平方千米，位于法国上法蘭西大區索姆省，该省份为法国北部沿海省份，北起加来海峡省和北部省，西接滨海塞纳省和大西洋英吉利海峡，南至瓦兹省，东临埃纳省。
与米斯里接壤的市镇（或旧市镇、城区）包括：弗雷讷-马藏库尔、利库尔、马尔谢勒波、圣克里斯特-布里约斯特、维莱卡博内勒。
米斯里的时区为UTC+01:00、UTC+02:00（夏令时）。

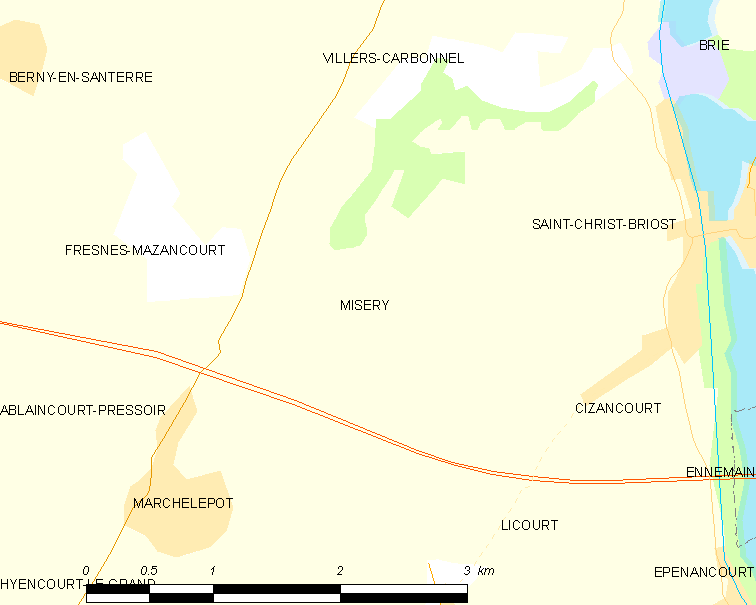
米斯里的OSM定位图

## 行政
米斯里的邮政编码为80320，INSEE市镇编码为80551。

## 政治
米斯里所属的省级选区为阿姆县。

## 人口

1962-2008年间米斯里人口变化图示

米斯里于2018年1月1日时的人口数量为133人。